# Président de l'Assemblée nationale (France)
Pour des articles plus généraux, voir Parlement français et Assemblée nationale (France).
Pour les articles homonymes, voir Président de l'Assemblée nationale.
En France, le président de l'Assemblée nationale dirige les débats et organise les travaux de l'Assemblée nationale, la chambre basse du Parlement français.
C'est le quatrième personnage de l'État dans l'ordre de préséance lors des cérémonies protocolaires, derrière le président de la République, le Premier ministre et le président du Sénat.

## Rôle
Dans la procédure législative, le président de l'Assemblée nationale ouvre et ferme la séance, anime les débats et fait appliquer le règlement. Il peut être remplacé dans ces fonctions par un des vice-présidents. Il peut, depuis la réforme constitutionnelle de 2008, soumettre une proposition de loi à l'avis du Conseil d'État, ou bien demander, conjointement au président du Sénat, de provoquer la réunion d'une commission mixte paritaire, dans le cas d'une proposition de loi. Il veille également au respect des procédures pour les autres activités de l'Assemblée.
Le président a de plus d'importantes prérogatives constitutionnelles : il nomme trois des neuf membres du Conseil constitutionnel et deux des six personnalités extérieures du Conseil supérieur de la magistrature (à égalité avec le président de la République et le président du Sénat),.
Il doit être consulté par le président de la République avant que celui-ci n'exerce certains de ses pouvoirs constitutionnels (comme la dissolution ou concernant les pleins pouvoirs en période de crise). Il peut en outre à tout moment saisir le Conseil constitutionnel pour vérifier la constitutionnalité d'une loi avant sa promulgation ou d'un engagement international. Il peut également décider, avec le Bureau, de réformer le règlement et le mode de fonctionnement de l'Assemblée nationale.
Il nomme des membres dans de nombreux conseils et autorités administratives, telle que l'ARCOM par exemple.
Lorsque ces organes sont réunis, il préside le Congrès du Parlement et la Haute Cour de justice.
Le président de l’Assemblée nationale est élu au début de la législature pour la durée de celle-ci.
La première séance est présidée par le doyen d’âge, qui organise l'élection du président parmi les députés. L'élection se fait à bulletin secret, à la tribune de l’hémicycle. Pour être élu, un député doit avoir la majorité absolue des suffrages exprimés aux deux premiers tours, ou la majorité relative au troisième. S'il y a toujours égalité, le candidat le plus âgé est élu.
Le président bénéficie d'une indemnité spéciale s'ajoutant aux indemnités perçues par chaque parlementaire, dont le montant brut mensuel est de 7 698,50 €.

## Liste des présidents de l'Assemblée nationale française et des chambres assimilées

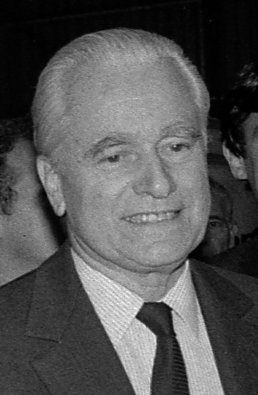
Jacques Chaban-Delmas est président de l’Assemblée nationale à plusieurs reprises pour une durée cumulée de quinze ans.

### Consulat et Premier Empire (1800-1814)

#### Consulat
| Présidents du Corps législatif |                                      |                  |                  |
|                                | Jean-Baptiste Perrin des Vosges      | 1er janvier 1800 | 21 janvier 1800  |
|                                | Jean-Pierre Duval                    | 21 janvier 1800  | 5 février 1800   |
|                                | Henri Jean-Baptiste Grégoire         | 5 février 1800   | 20 février 1800  |
|                                | Jean-Baptiste Girot-Pouzol           | 20 février 1800  | 7 mars 1800      |
|                                | Claude-Pierre de Delay d'Agier       | 7 mars 1800      | 22 mars 1800     |
|                                | Isaac Tarteyron                      | 22 mars 1800     | 31 mars 1800     |
|                                | Pierre-Jacques-Samuel Chatry-Lafosse | 22 novembre 1800 | 7 décembre 1800  |
|                                | Alexis Pison du Galland              | 7 décembre 1800  | 22 décembre 1800 |
|                                | Antoine Bourg-Laprade                | 22 décembre 1800 | 6 janvier 1801   |
|                                | Jean-Jacques Bréard                  | 6 janvier 1801   | 21 janvier 1801  |
|                                | Jean-François Rossée                 | 21 janvier 1801  | 5 février 1801   |
|                                | Jacques Poisson de Coudreville       | 5 février 1801   | 20 février 1801  |
|                                | Jean-Baptiste Leclerc                | 20 février 1801  | 7 mars 1801      |
|                                | François-Joseph Lefebvre-Cayet       | 7 mars 1801      | 21 mars 1801     |
|                                | Charles-François Dupuis              | 22 novembre 1801 | 7 décembre 1801  |
|                                | Jean-François Barailon               | 7 décembre 1801  | 22 décembre 1801 |
|                                | Pierre-Louis Lefebvre-Laroche        | 22 décembre 1801 | 6 janvier 1802   |
|                                | Nicolas-Bernard Belzais-Courménil    | 6 janvier 1802   | 21 janvier 1802  |
|                                | Joseph Pemartin                      | 21 janvier 1802  | 5 février 1802   |
|                                | Denis Couzard                        | 5 février 1802   | 20 février 1802  |
|                                | Louis Ramond de Carbonnières         | 20 février 1802  | 7 mars 1802      |
|                                | Jacques Devismes                     | 7 mars 1802      | 22 mars 1802     |
|                                | Jean-François Joseph Marcorelle      | 5 avril 1802     | 21 avril 1802    |
|                                | François Lobjoy                      | 21 avril 1802    | 6 mai 1802       |
|                                | Pierre-Antoine Rabaut-Dupuis         | 6 mai 1802       | 20 mai 1802      |
|                                | François-Pascal Delattre             | 21 février 1803  | 7 mars 1803      |
|                                | Jean-François Méric                  | 7 mars 1803      | 22 mars 1803     |
|                                | Jean-Louis Girod de l'Ain            | 22 mars 1803     | 6 avril 1803     |
|                                | Marie-Félix Faulcon                  | 6 avril 1803     | 21 avril 1803    |
|                                | Vincent-Marie Viénot-Vaublanc        | 21 avril 1803    | 7 mai 1803       |
|                                | François Lagrange                    | 7 mai 1803       | 21 mai 1803      |
|                                | Jérôme Reynaud de Lascours           | 21 mai 1803      | 28 mai 1803      |

#### Empire
| Présidents du Corps législatif |                  |                  |
| Louis de Fontanes              | 10 janvier 1804  | 24 janvier 1810  |
| Pierre de Montesquiou-Fezensac | 24 janvier 1810  | 23 novembre 1813 |
| Claude Ambroise Régnier        | 23 novembre 1813 | 4 juin 1814      |

### Restauration (1814-1830)

#### Première restauration
Présidents de la Chambre des députés des départements :
- 11 juin 1814 - 20 mars 1815 : Joseph-Henri-Joachim Lainé

#### Cent-Jours
Président de la Chambre des représentants :
- 4 juin 1815 - 13 juillet 1815 : Jean-Denis Lanjuinais

#### Seconde restauration
| Nom                                                   | Nom | Nom                        | Dates du mandat  | Dates du mandat  | Notes |
| ----------------------------------------------------- | --- | -------------------------- | ---------------- | ---------------- | --- |
| Présidents de la Chambre des députés des départements |     |                            |                  |                  | |
| 1                                                     |     | Joseph-Henri-Joachim Lainé | 12 octobre 1815  | 5 septembre 1816 | Deuxième mandat après l'interruption des cent jours. Ministre de l'Intérieur entre 1816 et 1818, pair de France, sans jamais cesser de faire paraître en lui le partisan de la liberté constitutionnelle. En 1830, à l’occasion des ordonnances, il déclare : « Les rois s’en vont ! ». Nommé par ordonnance (mais non élu) membre de l’Académie française en 1816. |
| 2                                                     |     | Étienne-Denis Pasquier     | 12 novembre 1816 | 13 novembre 1817 | Nommé ministre de la Justice. Il sera ensuite président de la Chambre des pairs en 1830, il reçoit le titre et les honneurs de chancelier de France par le roi Louis-Philippe, le 27 mai 1837. Il est le dernier chancelier de France. Élu à l’Académie française en 1842. Grand-oncle de Gaston d'Audiffret-Pasquier qu'il adopte.                                 |
| 3                                                     |     | Hercule de Serre           | 13 novembre 1817 | 11 décembre 1818 | Nommé ministre de la Justice. |
| 4                                                     |     | Auguste Ravez              | 11 décembre 1818 | 5 novembre 1827  | Président durant près de neuf ans. |
| 5                                                     |     | Pierre-Paul Royer-Collard  | 25 février 1828  | 16 mai 1830      | Élu à l’Académie française en 1827. |

### Monarchie de Juillet (1830-1848)
| Nom                                  | Nom | Nom                  | Dates du mandat  | Dates du mandat  | Notes |
| ------------------------------------ | --- | -------------------- | ---------------- | ---------------- | --- |
| Présidents de la Chambre des députés |     |                      |                  |                  | |
| 1                                    |     | Casimir Perier       | 6 août 1830      | 21 août 1830     | Grand père de Jean Casimir-Perier.                                                                                       |
| 2                                    |     | Jacques Laffitte     | 21 août 1830     | 11 novembre 1830 | Nommé le 2 novembre 1830 à la présidence du Conseil.                                                                     |
| 3                                    |     | Casimir Perier       | 11 novembre 1830 | 31 mai 1831      | Deuxième mandat. Nommé le 13 mars 1831 à la présidence du Conseil.                                                       |
| 4                                    |     | Louis Girod de l'Ain | 1er août 1831    | 28 avril 1832    | Nommé Vice-président du Conseil d'État.                                                                                  |
| 5                                    |     | André-Marie Dupin    | 29 avril 1832    | 2 février 1839   | Procureur général près la Cour de cassation de 1830 à 1852 et de 1857 à 1865. Il est élu à l'Académie française en 1832. |
| 6                                    |     | Hippolyte Passy      | 16 avril 1839    | 12 mai 1839      | Ministre des Finances du 12 mai 1839 au 1er mars 1840 puis du 20 décembre 1848 au 31 octobre 1849.                       |
| 7                                    |     | Paul-Jean Sauzet     | 19 mai 1839      | 24 février 1848  | Son embonpoint lui valut le surnom de « poire molle ».                                                                   |

### Deuxième République (1848-1851)
| Nom                                             | Nom | Nom                               | Dates du mandat | Dates du mandat | Assemblée nationale | Tendance politique               | Notes |
| ----------------------------------------------- | --- | --------------------------------- | --------------- | --------------- | ------------------- | -------------------------------- | --- |
| Présidents de l’Assemblée nationale législative |     |                                   |                 |                 |                     |                                  | |
| 1                                               |     | Philippe Buchez (Seine)           | 5 mai 1848      | 5 juin 1848     | Constituante        | Républicain et catholique social | Peu présent et très critiqué pour son manque de fermeté face aux révolutionnaires qui s'introduisirent à l'Assemblée et tentèrent de la renverser lors de la manifestation du 15 mai 1848, il fut évincé au profit de Sénard. |
| 2                                               |     | Antoine Sénard (Seine-Inférieure) | 5 juin 1848     | 29 juin 1848    | Constituante        | Républicain modéré               | Bénéficiant d'une réputation d'autorité et de fermeté (il a réussi à réprimer une émeute à Rouen), il fut élu pour remplacer Buchez. Après les Journées de Juin, il fut nommé ministre de l'Intérieur dans le gouvernement du général Cavaignac. |
| 3                                               |     | Alexandre Marie (Seine)           | 29 juin 1848    | 19 juillet 1848 | Constituante        | Républicain modéré               | Initiateur de la décision de fermeture des ateliers nationaux (décision qui a entraîné les Journées de Juin), il apparaissait comme le digne héritier de Sénard par son absence de complaisance à l'égard de l'extrême-gauche. Peu de temps après son élection à la présidence de l'Assemblée, il entra à son tour au sein du gouvernement Cavaignac avec le portefeuille de la Justice. |
| 4                                               |     | Armand Marrast (Haute-Garonne)    | 19 juillet 1848 | 26 mai 1849     | Constituante        | Républicain modéré               | Après avoir été le rapporteur de la commission chargée de rédiger une Constitution, il proclama celle-ci le 19 novembre 1848. Le mois suivant, il proclama l'élection de Louis-Napoléon Bonaparte à la présidence de la République et lui fit prêter serment. Son mandat prit fin avec l'élection de la nouvelle Assemblée, législative.                                                 |
| 5                                               |     | André-Marie Dupin (Nièvre)        | 1er juin 1849   | 2 décembre 1851 | Législative         | Conservateur, orléaniste         | Deuxième mandat. Élu à la présidence par une nouvelle majorité conservatrice composée de républicains modérés et de monarchistes orléanistes, il ne s'opposa que mollement au coup d'État du 2 décembre 1851 qui mit fin à l'existence de l'Assemblée législative. Procureur général près la Cour de cassation de 1830 à 1852 puis de 1857 à 1865.                                       |

### Second Empire (1852-1870)
| Nom                            | Nom | Nom                           | Dates du mandat  | Dates du mandat  | Parti ou idéologie politique | Notes |
| ------------------------------ | --- | ----------------------------- | ---------------- | ---------------- | ---------------------------- | --- |
| Présidents du Corps législatif |     |                               |                  |                  |                              | |
| 1                              |     | Adolphe Billault              | 9 mars 1852      | 12 novembre 1854 |                              | Une statue lui fut érigée à Nantes le 15 septembre 1867 mais a été retirée après la chute du Second Empire 1872. |
| 2                              |     | Charles Auguste, duc de Morny | 12 novembre 1854 | 10 mars 1865     |                              | Petit-fils naturel de Talleyrand et demi-frère de Napoléon III, il meurt dans l'exercice de ses fonctions.       |
| 3                              |     | Comte Alexandre Walewski      | 11 mars 1865     | 29 mars 1867     |                              | Fils naturel de Napoléon Ier.                                                                                    |
| 4                              |     | Eugène Schneider              | 2 avril 1867     | 4 septembre 1870 |                              | Fondateur de la dynastie des maîtres des forges du Creusot.                                                      |

### Troisième République (1870-1940)
| Nom                                  | Nom | Nom                                   | Dates du mandat  | Dates du mandat  | Parti ou idéologie politique                        | Notes |
| ------------------------------------ | --- | ------------------------------------- | ---------------- | ---------------- | --------------------------------------------------- | --- |
| Présidents de l’Assemblée nationale  |     |                                       |                  |                  |                                                     | |
| 1                                    |     | Jules Grévy (Jura)                    | 16 février 1871  | 2 avril 1873     | Républicain modéré                                  | Candidat à l'élection présidentielle du 24 mai 1873, il est sèchement battu par le maréchal Patrice de Mac-Mahon, élu avec l'appui des monarchistes. |
| 2                                    |     | Louis Buffet (Vosges)                 | 4 avril 1873     | 2 mars 1875      | Orléaniste                                          | Auparavant président de la commission de surveillance de la Caisse des dépôts et consignations, il est nommé le 10 mars 1875 à la vice-présidence du Conseil. |
| 3                                    |     | Gaston d'Audiffret-Pasquier (Orne)    | 15 mars 1875     | 6 mars 1876      | Orléaniste                                          | Petit-neveu du duc Étienne-Denis Pasquier, il est élu président du Sénat en 1876. Deux ans plus tard, en 1878, il est élu membre de l'Académie française. |
| Présidents de la Chambre des députés |     |                                       |                  |                  |                                                     | |
| 4                                    |     | Jules Grévy (Jura)                    | 13 mars 1876     | 30 janvier 1879  | Républicain modéré                                  | Premier président de la Chambre des députés, il est une figure importante des Républicains modérés. Il quitte cette fonction après avoir été élu, le 30 janvier 1879, à la présidence de la République.                                                                |
| 5                                    |     | Léon Gambetta (Seine)                 | 31 janvier 1879  | 27 octobre 1881  | Républicain modéré                                  | Brillant orateur, il est désigné par ses pairs à l'âge de 41 ans, ce qui fait de lui le plus jeune président élu de la Chambre des députés. Il est désigné, le 14 novembre 1881, comme président du Conseil.                                                           |
| 6                                    |     | Henri Brisson (Seine)                 | 3 novembre 1881  | 6 avril 1885     | Républicain radical                                 | Président de la commission du budget lorsqu'il est élu au « perchoir » de l'assemblée, cet ancien journaliste est nommé, le 6 avril 1885, à la présidence du Conseil.                                                                                                  |
| 7                                    |     | Charles Floquet (Pyrénées-Orientales) | 8 avril 1885     | 3 avril 1888     | Républicain radical                                 | Président du Conseil municipal de Paris entre 1874 et 1875, il suit l"exemple de son prédécesseur en quittant la présidence de la Chambre après avoir été nommé, le 3 avril 1888, président du Conseil des ministres.                                                  |
| 8                                    |     | Jules Méline (Vosges)                 | 4 avril 1888     | 11 novembre 1889 | Républicain modéré                                  | Ayant obtenu exactement le même nombre de voix que Georges Clemenceau, il doit son élection au privilège de l'âge car étant l'aîné de son concurrent. |
| 9                                    |     | Charles Floquet (Seine)               | 16 novembre 1889 | 10 janvier 1893  | Républicain radical                                 | Retrouvant, pour la deuxième fois non-consécutive, le « perchoir », il doit démissionner après la publicité de son implication dans le scandale de Panama. |
| 10                                   |     | Jean Casimir-Perier (Aube)            | 10 janvier 1893  | 3 décembre 1893  | Républicain progressiste                            | Petit-fils de Casimir Perier, il est nommé président du Conseil, ce qui l'amène à quitter la présidence de la Chambre des députés. |
| 11                                   |     | Charles Dupuy (Haute-Loire)           | 5 décembre 1893  | 30 mai 1894      | Républicain progressiste                            | Nommé le 30 mai 1894 à la présidence du Conseil, il concourt à l'élection présidentielle du 25 juin 1894 mais est battu par Jean Casimir-Perier. |
| 12                                   |     | Jean Casimir-Perier (Aube)            | 2 juin 1894      | 27 juin 1894     | Républicain progressiste                            | Il retrouve la présidence de la chambre basse pour la seconde fois, mais la délaisse bientôt après avoir été élu président de la République. |
| 13                                   |     | Auguste Burdeau (Rhône)               | 5 juillet 1894   | 12 décembre 1894 | Républicain progressiste                            | Succédant au nouveau chef de l'État, il meurt dans l'exercice de ses fonctions, quelques mois seulement après son élection au « perchoir ». |
| 14                                   |     | Henri Brisson (Seine)                 | 18 décembre 1894 | 31 mai 1898      | Républicain radical                                 | Plusieurs fois candidat à la présidence de la République entre 1885 et 1895, il échoua de peu lors de sa dernière tentative, face à Félix Faure. Il est ensuite plus tard, le 28 juin 1898, à la présidence du Conseil par son ancien rival dans la course à l'Élysée. |
| 15                                   |     | Paul Deschanel (Eure-et-Loir)         | 2 juin 1898      | 31 mai 1902      | Républicain progressiste puis Alliance démocratique | Fils d'Émile Deschanel, né durant l'exil de celui-ci à Bruxelles, il excelle dans l'art oratoire et son éloquence compte parmi les plus remarquables, ce qui lui vaut d'être élu à l'Académie française en 1899.                                                       |
| 16                                   |     | Léon Bourgeois (Marne)                | 1er juin 1902    | 12 janvier 1904  | Parti radical                                       | Ancien président du Conseil, il sera, plusieurs années plus tard, lauréat du prix Nobel de la paix de 1920 et président du Sénat du 14 janvier 1920 au 16 février 1923.                                                                                                |
| 17                                   |     | Henri Brisson (Bouches-du-Rhône)      | 12 janvier 1904  | 10 janvier 1905  | Parti radical                                       | Il est le premier à accéder au « perchoir » plus de deux fois non-consécutives. |
| 18                                   |     | Paul Doumer (Aisne)                   | 10 janvier 1905  | 31 mai 1906      | Parti radical                                       | Candidat à l'élection présidentielle du 17 janvier 1906, il est battu par Armand Fallières. Il sera, plus tard, président du Sénat à partir du 14 janvier 1927 puis élu président de la République quatre ans plus tard.                                               |
| 19                                   |     | Henri Brisson (Bouches-du-Rhône)      | 8 juin 1906      | 13 avril 1912    | Parti radical                                       | Effectuant son quatrième mandat sur le « perchoir », il meurt en fonction après avoir exercé la présidence durant 13 ans et 7 mois en quatre fois. |
| 20                                   |     | Paul Deschanel (Eure-et-Loir)         | 23 mai 1912      | 10 février 1920  | Alliance démocratique                               | Retrouvant la présidence de la chambre basse, il exerce cette fonction tout au long de la Première Guerre mondiale. Au mois de janvier 1920, il parvient à vaincre Georges Clemenceau qui convoitait, comme lui, la présidence de la République.                       |
| 21                                   |     | Raoul Péret (Vienne)                  | 12 février 1920  | 31 mai 1924      | Alliance démocratique                               | Succédant à Deschanel élu à l'Élysée, il préside la Chambre des députés jusqu'au terme de la législature. |
| 22                                   |     | Paul Painlevé (Seine)                 | 9 juin 1924      | 21 avril 1925    | Parti républicain-socialiste                        | Candidat à l'élection présidentielle du 11 juin 1924 face à Gaston Doumergue, il est battu par celui-ci. Nommé le 17 avril 1925 à la présidence du Conseil, il délaisse alors la présidence de la Chambre des députés.                                                 |
| 23                                   |     | Édouard Herriot (Rhône)               | 22 avril 1925    | 20 juillet 1926  | Parti radical                                       | Nommé le 19 juillet 1926 à la présidence du Conseil par le chef de l'État, Albert Lebrun, il quitte la présidence de la Chambre des députés au cours de la législature. Néanmoins, son gouvernement est immédiatement renversé.                                        |
| 24                                   |     | Raoul Péret (Vienne)                  | 22 juillet 1926  | 10 janvier 1927  | Alliance démocratique                               | Mis en cause ultérieurement dans l'affaire Oustric, il est finalement acquitté en 1931. |
| 25                                   |     | Fernand Bouisson (Bouches-du-Rhône)   | 11 janvier 1927  | 31 mai 1936      | Parti républicain-socialiste                        | Élu face à André Maginot, il détient le record de longévité comme président de la Chambre des députés sous la IIIe République. Il est brièvement président du Conseil (1er-7 juin 1935) et candidat malheureux à l'élection présidentielle du 5 avril 1939.            |
| 26                                   |     | Édouard Herriot (Rhône)               | 4 juin 1936      | 10 juillet 1940  | Parti radical                                       | Accédant au « perchoir » de la Chambre des députés pour la deuxième fois, il est candidat à l'élection présidentielle du 5 avril 1939 mais est vaincu par le président sortant, Albert Lebrun, finalement réélu.                                                       |

### Institutions provisoires de la Libération
| Nom                                               | Nom             | Nom                            | Dates du mandat  | Dates du mandat    | Durée d'occupation               | Durée totale            | Parti | Législature                     | Notes                                                                                           |
| Nom                                               | Nom             | Nom                            | Début            | Fin                | Durée d'occupation               | Durée totale            | Parti | Législature                     | Notes                                                                                           |
| ------------------------------------------------- | --------------- | ------------------------------ | ---------------- | ------------------ | -------------------------------- | ----------------------- | ----- | ------------------------------- | ----------------------------------------------------------------------------------------------- |
| Présidents de l’Assemblée consultative provisoire |                 |                                |                  |                    |                                  |                         |       |                                 |                                                                                                 |
| 1                                                 |                 | Félix Gouin (Bouches-du-Rhône) | 10 novembre 1943 | 25 juillet 1944    | 8 mois et 15 jours               | 1 an, 9 mois et 2 jours | SFIO  | Consultative provisoire d'Alger |                                                                                                 |
| 1                                                 | 8 novembre 1944 | Félix Gouin (Bouches-du-Rhône) | 3 août 1945      | 8 mois et 26 jours | Consultative provisoire de Paris | 1 an, 9 mois et 2 jours | SFIO  | Réélu le 8 novembre 1944.       |                                                                                                 |
| Présidents de l’Assemblée nationale constituante  |                 |                                |                  |                    |                                  |                         |       |                                 |                                                                                                 |
| 1                                                 |                 | Félix Gouin (Bouches-du-Rhône) | 8 novembre 1945  | 22 janvier 1946    | 2 mois et 14 jours               | 2 mois et 14 jours      | SFIO  | Ire Constituante                | Réélu le 8 novembre 1945.                                                                       |
| 2                                                 |                 | Vincent Auriol (Haute-Garonne) | 31 janvier 1946  | 10 juin 1946       | 4 mois et 10 jours               | 8 mois et 26 jours      | SFIO  | Ire Constituante                | Élu le 31 janvier 1946 en remplacement de Félix Gouin élu président du gouvernement provisoire. |
| 2                                                 | 14 juin 1946    | Vincent Auriol (Haute-Garonne) | 27 octobre 1946  | 4 mois et 13 jours | IIe Constituante                 | 8 mois et 26 jours      | SFIO  | Réélu le 14 juin 1946.          |                                                                                                 |

### Quatrième République (1946-1958)
| Nom                                 | Nom | Nom                            | Dates du mandat | Dates du mandat | Durée                      | Parti | Notes |
| ----------------------------------- | --- | ------------------------------ | --------------- | --------------- | -------------------------- | ----- | --- |
| Présidents de l’Assemblée nationale |     |                                |                 |                 |                            |       | |
| 1                                   |     | Vincent Auriol (Haute-Garonne) | 3 décembre 1946 | 20 janvier 1947 | 1 mois et 17 jours         | SFIO  | Proche de Léon Blum, plusieurs fois ministre dans les gouvernements du Front populaire, il est président de l'Assemblée constituante de 1946. Il quitte la présidence de l'Assemblée nationale après avoir été élu premier président de la IVe République. |
| 2                                   |     | Édouard Herriot (Rhône)        | 21 janvier 1947 | 11 janvier 1954 | 6 ans, 11 mois et 21 jours | RAD   | Président de la Chambre des députés à deux reprises sous la IIIe République, il aura présidé, durant 12 ans et en trois fois non-consécutives, la chambre basse du Parlement français. Il est, par la suite, proclamé président d'honneur de l'Assemblée nationale. Il est élu membre de l'Académie française en 1946.                                                                       |
| 3                                   |     | André Le Troquer (Seine)       | 12 janvier 1954 | 10 janvier 1955 | 11 mois et 29 jours        | SFIO  | Mutilé de guerre, il est ministre de l'Intérieur dans le gouvernement dirigé par Félix Gouin, en 1946. |
| 4                                   |     | Pierre Schneiter (Marne)       | 11 janvier 1955 | 2 décembre 1955 | 10 mois et 21 jours        | MRP   | Son mandat, le plus court de la IVe République après celui de Vincent Auriol, est abrégé par la dissolution de l'Assemblée nationale. Il est ensuite, de 1957 à 1959, maire de Reims. |
| 5                                   |     | André Le Troquer (Seine)       | 24 janvier 1956 | 4 octobre 1958  | 2 ans, 8 mois et 10 jours  | SFIO  | Retrouvant le « perchoir » du palais Bourbon pour la seconde fois de sa carrière, il préside la séance parlementaire d'investiture du gouvernement dirigé par le général de Gaulle, auquel il s'oppose, le 1er juin 1958. La suite de sa carrière politique est ternie par son implication dans un scandale de mœurs, l'affaire des Ballets roses, qui est révélé quelques années plus tard. |

### Cinquième République (depuis 1958)
| Nom (Circonscription)                                                                                        | Nom (Circonscription)     | Nom (Circonscription)                                     | Dates du mandat                | Durée du mandat            | Parti        | Législature (élection) | Notes |
| --- | ------------------------- | --------------------------------------------------------- | ------------------------------ | -------------------------- | ------------ | --- | --- |
| Présidents de l’Assemblée nationale                                                                          |                           |                                                           |                                |                            |              | | |
| 1 |                           | Jacques Chaban-Delmas Gironde (2e circonscription)        | 9 décembre 1958 20 juin 1969   | 10 ans, 6 mois et 11 jours | UNR puis UDR | Ire (1958) | Connu pour ses mérites accomplis au service de la Résistance auprès du général de Gaulle, dont il est l'un des plus fidèles, il a été plusieurs fois ministre sous la IVe République. Restant un peu plus de dix ans sur le « perchoir » du palais Bourbon, il quitte ses fonctions après avoir été nommé Premier ministre par le président de la République, Georges Pompidou. |
| 1 | IIe (1962)                | Jacques Chaban-Delmas Gironde (2e circonscription)        | 9 décembre 1958 20 juin 1969   | 10 ans, 6 mois et 11 jours | UNR puis UDR | | Connu pour ses mérites accomplis au service de la Résistance auprès du général de Gaulle, dont il est l'un des plus fidèles, il a été plusieurs fois ministre sous la IVe République. Restant un peu plus de dix ans sur le « perchoir » du palais Bourbon, il quitte ses fonctions après avoir été nommé Premier ministre par le président de la République, Georges Pompidou. |
| 1 | IIIe (1967)               | Jacques Chaban-Delmas Gironde (2e circonscription)        | 9 décembre 1958 20 juin 1969   | 10 ans, 6 mois et 11 jours | UNR puis UDR | | Connu pour ses mérites accomplis au service de la Résistance auprès du général de Gaulle, dont il est l'un des plus fidèles, il a été plusieurs fois ministre sous la IVe République. Restant un peu plus de dix ans sur le « perchoir » du palais Bourbon, il quitte ses fonctions après avoir été nommé Premier ministre par le président de la République, Georges Pompidou. |
| 1 | IVe (1968)                | Jacques Chaban-Delmas Gironde (2e circonscription)        | 9 décembre 1958 20 juin 1969   | 10 ans, 6 mois et 11 jours | UNR puis UDR | | Connu pour ses mérites accomplis au service de la Résistance auprès du général de Gaulle, dont il est l'un des plus fidèles, il a été plusieurs fois ministre sous la IVe République. Restant un peu plus de dix ans sur le « perchoir » du palais Bourbon, il quitte ses fonctions après avoir été nommé Premier ministre par le président de la République, Georges Pompidou. |
| 2 |                           | Achille Peretti Hauts-de-Seine (6e circonscription)       | 25 juin 1969 1er avril 1973    | 3 ans, 9 mois et 7 jours   | UDR          | Prenant la succession de Chaban-Delmas, désigné Premier ministre, il préside les travaux de l'Assemblée nationale jusqu'au terme de la législature. Il est nommé membre du Conseil constitutionnel par celui qui lui a succédé au « perchoir », Edgar Faure, en 1977. | |
| 3 |                           | Edgar Faure Doubs (3e circonscription)                    | 2 avril 1973 2 avril 1978      | 5 ans                      | UDR          | Ve (1973) | Figure émérite de la IVe République, au cours de laquelle il aura été plusieurs fois ministre et par deux fois président du Conseil (1952 ; 1955-1956), il gagne en la présidence de l'Assemblée nationale la dernière fonction d'envergure de toute sa carrière politique. Il est élu à l'Académie française en 1978. |
| 3 | UDR puis RPR              | Edgar Faure Doubs (3e circonscription)                    | 2 avril 1973 2 avril 1978      | 5 ans                      |              | Ve (1973) | Figure émérite de la IVe République, au cours de laquelle il aura été plusieurs fois ministre et par deux fois président du Conseil (1952 ; 1955-1956), il gagne en la présidence de l'Assemblée nationale la dernière fonction d'envergure de toute sa carrière politique. Il est élu à l'Académie française en 1978. |
| 4 |                           | Jacques Chaban-Delmas Gironde (2e circonscription)        | 3 avril 1978 22 mai 1981       | 3 ans, 1 mois et 19 jours  | RPR          | VIe (1978) | Après avoir été candidat à l'élection présidentielle de 1974, un renversement d'alliances et l'appui du président Valéry Giscard d'Estaing permet à Chaban-Delmas de retrouver la présidence de l'Assemblée nationale quatre ans plus tard, au détriment du sortant Edgar Faure. Il est le premier président de l'Assemblée nationale élu pour un nouveau mandat au « perchoir » sous la Ve République. |
| 5 |                           | Louis Mermaz Isère (5e circonscription)                   | 2 juillet 1981 1er avril 1986  | 4 ans, 8 mois et 30 jours  | PS           | VIIe (1981) | Brièvement ministre des Transports après la victoire de François Mitterrand à l'élection présidentielle de 1981, il devient, quelques semaines plus tard, le premier socialiste, sous la Ve République, à accéder à la présidence de l'Assemblée nationale. Il poursuivra, plusieurs années après, une carrière ministérielle. |
| 6 |                           | Jacques Chaban-Delmas Gironde (proportionnelle)           | 2 avril 1986 14 mai 1988       | 2 ans, 1 mois et 12 jours  | RPR          | VIIIe (1986) | Retrouvant le « perchoir » pour la troisième fois, il est le premier président d'une Assemblée dont la majorité politique est opposée au président de la République, en l'occurrence François Mitterrand (PS). Le 12 novembre 1996, il est nommé « président d'honneur de l'Assemblée nationale », sur proposition du président de l'Assemblée, Philippe Séguin. Au total, Chaban-Delmas fut président de la chambre basse du Parlement durant 16 ans en trois fois.                                                                     |
| 7 |                           | Laurent Fabius Seine-Maritime (4e circonscription)        | 23 juin 1988 21 janvier 1992   | 3 ans, 6 mois et 29 jours  | PS           | IXe (1988) | Ancien Premier ministre, il est, au moment de son élection, le plus jeune président de l'Assemblée (41 ans, 10 mois et 3 jours) après Léon Gambetta sous la IIIe République. Il quitte le « perchoir » en 1992 pour devenir Premier secrétaire du Parti socialiste. |
| 8 |                           | Henri Emmanuelli Landes (3e circonscription)              | 22 janvier 1992 1er avril 1993 | 1 an, 2 mois et 10 jours   | PS           | IXe (1988) | Il préside les travaux de la chambre basse jusqu'au terme de la législature. Il est ensuite Premier secrétaire du Parti socialiste du 19 juin 1994 au 14 octobre 1995. |
| 9 |                           | Philippe Séguin Vosges (1re circonscription)              | 2 avril 1993 21 avril 1997     | 4 ans et 19 jours          | RPR          | Xe (1993) | Il veille, tout au long de la législature, à faire valoir les droits de l'opposition, réduite à la portion congrue, gagnant l'estime de l'ensemble des députés, tout en essayant de réformer l'Assemblée. Il est ensuite président du Rassemblement pour la République du 6 juillet 1997 au 16 avril 1999 puis Premier président de la Cour des comptes de 2004 à 2010, date de son décès. |
| 10 |                           | Laurent Fabius Seine-Maritime (4e circonscription)        | 12 juin 1997 28 mars 2000      | 2 ans, 9 mois et 16 jours  | PS           | XIe (1997) | Retrouvant la présidence de l'Assemblée tandis que commence la troisième cohabitation, il démissionne en 2000 lorsqu’il est nommé ministre de l’Économie, des Finances et de l’Industrie. Devenu ministre des Affaires étrangères en 2012, il est nommé président du Conseil constitutionnel quatre ans plus tard par le chef de l'État, François Hollande. |
| 11 |                           | Raymond Forni Territoire-de-Belfort (1re circonscription) | 29 mars 2000 18 juin 2002      | 2 ans, 2 mois et 20 jours  | PS           | XIe (1997) | Rapporteur de la loi portant sur l'abolition de la peine de mort en 1981, puis vice-président de l'Assemblée nationale de 1991 à 1993 et de 1998 à 2000, il préside l'Assemblée nationale jusqu'au terme de la législature. Il est ensuite président du conseil régional de Franche-Comté de 2004 à 2008, date de son décès. |
| 12 |                           | Jean-Louis Debré Eure (1re circonscription)               | 25 juin 2002 4 mars 2007       | 4 ans, 8 mois et 7 jours   | UMP          | XIIe (2002) | Préféré à Édouard Balladur par les députés de la majorité de droite lors de son élection, il fait installer le drapeau français derrière le « perchoir », une première dans l'histoire du palais Bourbon. Sa nomination comme président du Conseil constitutionnel par le président de la République, Jacques Chirac, l'incite à quitter la présidence de l'Assemblée peu avant le terme de la législature. |
| Le premier vice-président de l'Assemblée nationale, Yves Bur, assure l'intérim.                              |                           |                                                           |                                |                            |              | | |
| 13 |                           | Patrick Ollier Hauts-de-Seine (7e circonscription)        | 7 mars 2007 19 juin 2007       | 3 mois et 12 jours         | UMP          | XIIe (2002) | Il effectue le plus court mandat d'un président de l'Assemblée nationale sous la Ve République : 104 jours, soit trois mois et demi. Il est le seul à n'avoir présidé aucune séance à l'exception de celle qui a vu son élection, le 7 mars 2007, la dernière de la législature. Il est élu président de la Métropole du Grand Paris en 2016. |
| 14 |                           | Bernard Accoyer Haute-Savoie (1re circonscription)        | 26 juin 2007 19 juin 2012      | 4 ans, 11 mois et 24 jours | UMP          | XIIIe (2007) | Il fait installer derrière le « perchoir » le drapeau européen à côté du drapeau français, malgré l'opposition des députés souverainistes UMP et PS. Il est secrétaire général des Républicains de 2016 à 2017. |
| 15 |                           | Claude Bartolone Seine-Saint-Denis (9e circonscription)   | 26 juin 2012 20 juin 2017      | 4 ans, 11 mois et 25 jours | PS           | XIVe (2012) | Désigné à l'issue d'une primaire ouverte aux députés de son parti, il assume cette fonction durant toute la présidence de François Hollande. Après sa défaite aux élections régionales d'Île-de-France en 2015, il suggère sa démission au groupe socialiste mais conserve finalement le « perchoir ». |
| 16 | François de Rugy          | François de Rugy Loire-Atlantique (1re circonscription)   | 27 juin 2017 4 septembre 2018  | 1 an, 2 mois et 8 jours    | LREM         | XVe (2017) | Troisième vice-président de l'Assemblée nationale entre 2016 et 2017, il quitte le « perchoir » après avoir été nommé ministre d'État, ministre de la Transition écologique et solidaire dans le gouvernement Philippe II. |
| Désignée par le Bureau, la vice-présidente de l'Assemblée nationale, Carole Bureau-Bonnard assure l'intérim. |                           |                                                           |                                |                            |              | | |
| 17 | Richard Ferrand en 2019.  | Richard Ferrand Finistère (6e circonscription)            | 12 septembre 2018 21 juin 2022 | 3 ans, 9 mois et 9 jours   | LREM         | XVe (2017) | Après avoir été brièvement ministre de la Cohésion des territoires en 2017, il remporte une primaire interne à son parti, ce qui lui permet d’accéder au « perchoir ». Alors qu'Emmanuel Macron souhaitait sa reconduction dans la XVIe législature, il est battu aux élections législatives de 2022 dans le Finistère. Il est nommé président du Conseil constitutionnel deux ans plus tard par le chef de l'État, Emmanuel Macron. |
| 18 |                           | Yaël Braun-Pivet Yvelines (5e circonscription)            | 28 juin 2022 9 juin 2024       | 3 ans, 1 mois et 15 jours  | RE           | XVIe (2022) | Brièvement ministre des Outre-mer entre mai et juin 2022, elle démissionne de ce poste après sa réélection comme députée pour se présenter comme candidate unique de la coalition Ensemble à la présidence de l'Assemblée nationale. Première femme présidente de l'Assemblée, elle préside jusqu'à la dissolution de l'Assemblée nationale le 9 juin 2024. À nouveau députée, elle est réélue à la majorité relative au perchoir après le 3e tour du vote, grâce au vote des ministres démissionnaires ce qui a suscité des polémiques. |
| 18 | Depuis le 18 juillet 2024 | Yaël Braun-Pivet Yvelines (5e circonscription)            | XVIIe (2024)                   | 3 ans, 1 mois et 15 jours  | RE           | | Brièvement ministre des Outre-mer entre mai et juin 2022, elle démissionne de ce poste après sa réélection comme députée pour se présenter comme candidate unique de la coalition Ensemble à la présidence de l'Assemblée nationale. Première femme présidente de l'Assemblée, elle préside jusqu'à la dissolution de l'Assemblée nationale le 9 juin 2024. À nouveau députée, elle est réélue à la majorité relative au perchoir après le 3e tour du vote, grâce au vote des ministres démissionnaires ce qui a suscité des polémiques. |